# Vauxhall Bridge
De Vauxhall Bridge is een boogbrug in Londen voor weg- en voetverkeer. De brug overspant de Theems en ligt tussen Lambeth Bridge en Grosvenor Bridge in centraal Londen.
Op de noordelijke oever ligt Westminster. Op de zuidoever, Vauxhall Cross, de locatie van het Vauxhall station en het hoofdkwartier van MI6. Kennington ligt hier ten oosten, Vauxhall ten zuidoosten en Nine Elms zuidwestelijk. Het riviertje de Effra, een van de zijrivieren van de Theems, mondt uit in de hoofdrivier net ten oosten van de brug aan de zuidelijke oever.
De brug is ontworpen door Sir Alexander Binnie, met aanpassingen door Maurice Fitzmaurice. De brug is geklasseerd als erfgoed en Grade II* listed. De brug werd in 1906 geopend.
Albert Bridge · Chelsea Bridge · Grosvenor Bridge · Vauxhall Bridge · Lambeth Bridge · Westminster Bridge · Hungerford Bridge · Waterloo Bridge · Blackfriars Bridge · Blackfriars Railway Bridge · Millennium Bridge · Southwark Bridge · Cannon Street Railway Bridge · London Bridge · Tower Bridge

Zie ook: Lijst van oeververbindingen van de Theems